# Teodor Marinescu

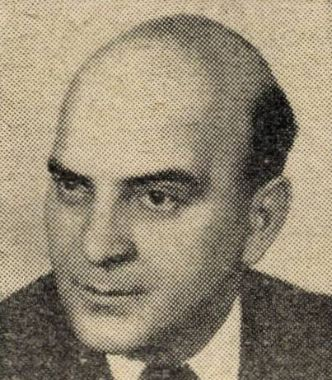
Teodor Marinescu

Teodor Marinescu (* 28. September 1922 in Sighișoara, Kreis Mureș) ist ein ehemaliger rumänischer Politiker der Rumänischen Kommunistischen Partei PCR (Partidul Comunist Român) und Diplomat, der unter anderem von 1966 bis 1972 Botschafter in der Sowjetunion sowie zwischen 1978 und 1987 Ständiger Vertreter Rumäniens bei den Vereinten Nationen war.

## Leben
Teodor Marinescu absolvierte ein Studium an der Fakultät für Rechtswissenschaften der Universität Bukarest und war danach als Jurist tätig. Im Januar 1946 wurde er Mitglied der damaligen Kommunistischen Partei Rumäniens PCdR (Partidul Comunist din Romania) und übernahm am 29. Mai 1951 den Posten als stellvertretender Generaldirektor der Nachrichten- und Presseagentur AGERPRES (Agenția Națională de Presă). Auf dem Achten Parteitag der PMR (20. bis 26. Juni 1960) wurde er zunächst Kandidat des Zentralkomitees (ZK) der PMR und behielt diese Funktion bis zum darauf folgenden Neunten Parteitag der PCR (19. bis 24. Juli 1965). 1961 wurde er ferner Mitglied der Großen Nationalversammlung (Marea Adunare Națională) und vertrat in dieser zunächst bis 1965 den Wahlkreis Gherla in der Region Cluj sowie im Anschluss zwischen 1965 und 1969 den Wahlkreis Nr. 13 Livezile in der Region Bacău. Er war Absolvent der Akademie für Sozial- und Politikwissenschaften „Ștefan Gheorghiu“ und war zwischen dem 22. Januar 1965 und dem 20. Januar 1966 Präsident des Komitees für Rundfunk und Fernsehen (Comitul de Radiodifuziune și Televiziune) beim Ministerrat. Er wurde auf dem Neunten Parteitag der PCR (19. bis 24. Juli 1965) erstmals zum Mitglied des ZK der PCR gewählt und gehörte diesem Parteigremium nach seinen Wiederwahlen auf den darauf folgenden Parteitagen mehr als 19 Jahre lang bis zum Dreizehnten Parteitag der PCR (19. bis 22. November 1984) an.
Als Nachfolger von Nicolae Guină übernahm Marinescu am 20. Januar 1966 den Posten als außerordentlicher und bevollmächtigter Botschafter in Sowjetunion und verblieb auf diesem diplomatischen Posten in Moskau bis zum 25. Januar 1972, woraufhin Gheorghe Badrus ihn ablöste. Im März 1975 wurde er stellvertretender Leiter einer ZK-Abteilung und wurde 1975 abermals Mitglied der Großen Nationalversammlung, in der er bis 1980 den Wahlkreis Nr. 3 Gheorgheni im Kreis Harghita vertrat. Zuletzt war er zwischen dem 25. September 1978 und dem 4. Juli 1987 Ständiger Vertreter Rumäniens bei den Vereinten Nationen in New York City im Range eines Botschafters.

### Ehrungen und Auszeichnungen
Für seine langjährigen Verdienste wurde Teodor Marinescu mehrfach ausgezeichnet und erhielt unter anderem den Stern der Volksrepublik Rumänien Dritter Klasse (Ordinul Steaua Republicii Populare Române), 1964 den Stern der Volksrepublik Rumänien Zweiter Klasse sowie darüber hinaus den Orden 23. August Dritter und Zweiter Klasse (Ordinul 23 August) und den Orden Tudor Vladimirescu Dritter Klasse (Ordinul Tudor Vladimirescu).